# Hoslundia
Hoslundia  é um gênero botânico da família Lamiaceae

## Espécies
- Hoslundia decumbens
- Hoslundia opposita
- Hoslundia oppositifolia
- Hoslundia verticillata